# Милојко Пантић
Милојко Пантић (Деспотовац, 18. јун 1947) српски је спортски новинар.
Познат је као велики навијач Црвене звезде, а и по неким од најчувенијих коментаторских изјава, попут „Небо се отворило!” и „Ево играча Партизана, а ево и наших.”

## Биографија

### Професионална каријера
- 1972—1988. новинар коментатор у Спортској редакцији ТВ Београд
- 1988—1992. Уредник Спортске редакције ТВ Београд
- 2000—2002. Помоћник главног уредника Информативног програма РТС
- 1980 — Шеф ЈРТ пула за праћење Олимпијских игара у Москви
- 2003 — Оснивач ТВ продукције „Спортска галаксија”, аутор и главни уредник истоимене емисије коју емитује 40 локалних телевизија у Србији, Црној Гори и Републици Српској.